# Helena Kornella

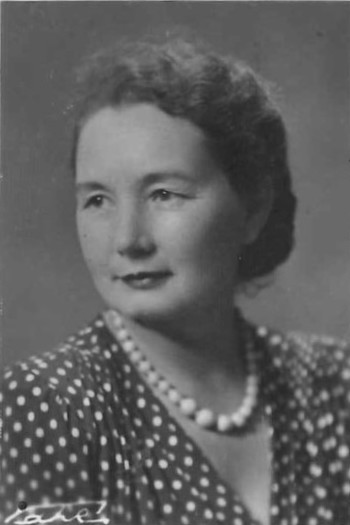
Helena Kornella, 1948

Helena Maria Kornella (* 6. November 1897 in Jasło, Westgalizien, Österreich-Ungarn; † 27. Mai 1992 in Romford, London Borough of Havering) war Polens erste Urologin. Über ihre Deportation in die Sowjetunion schrieb sie ein Tagebuch.

## Familie
Helenas Mutter war Jadwiga Sas-Hoszowska (1873–1942). Deren Vater war der Maler und Bildhauer Celestyn Hoszowski (1837–1911). Seine Werke wurden in Wien, Rom, Krakau, Warschau und anderen europäischen Städten ausgestellt. Helenas Vater war Jadwigas Mann Michał Kornella (1862–1911). Nachdem er am k.k. Polytechnischen Institut in Wien Ingenieur geworden war, ging er an die Technische Akademie Lemberg. Dort war er der erste Promovend. Er arbeitete im Hochwasserschutz von Polens großen Flüssen und in der Wasserversorgung von Zakopane und Szczawina.
Helena hatte drei Brüder. Ludwik (1902–1919) fiel mit 17 Jahren im Polnisch-Ukrainischen Krieg bei der Verteidigung von Lemberg. Marian (1889–1940) ging zu den Polnischen Legionen unter Józef Piłsudski. Roman (1893–1940) studierte in Graz Rechtswissenschaft und zog für Österreich in den Ersten Weltkrieg. Marian und Roman wechselten nach der Demobilisierung der österreichischen zur neu aufgestellten Armee der Zweiten Polnischen Republik. Roman blieb bei der polnischen Armee und heiratete 1922 eine Ungarin. Marian wurde 1929 (wie früher sein Vater) Zivilingenieur an der Technischen Akademie Lemberg.

## Leben

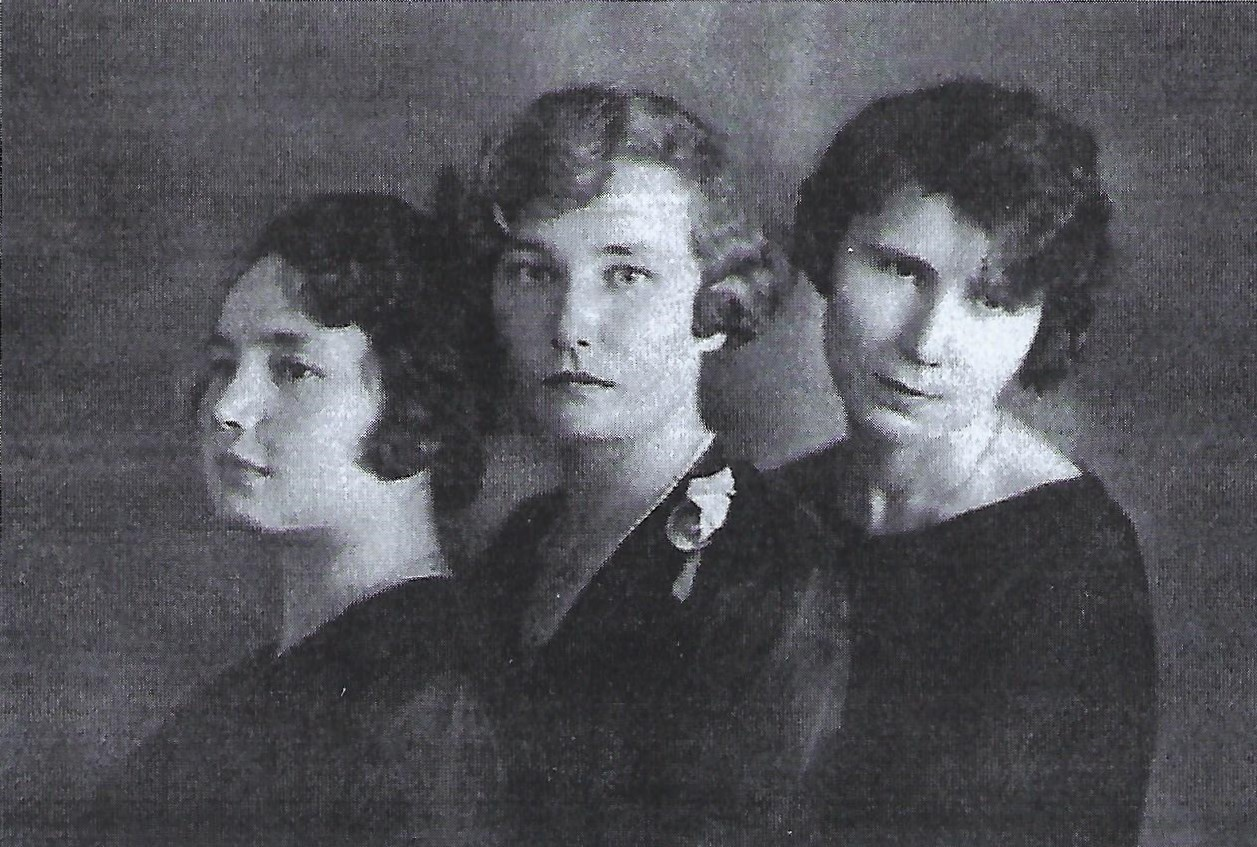
Lembergs Medizinerinnen des Abschlussjahrgangs 1928, links Helena

Im damals zu Österreich-Ungarn gehörenden Lemberg besuchte Helena das katholische Realgymnasium, das Schwestern von der Heiligen Familie von Nazareth betrieben. 1917 bestand sie das Abitur. Nach dem frühen Tod ihres Vaters hatte sie, unterstützt von der Großmutter, für die Mutter und die beiden jüngeren Brüder zu sorgen. In Galizien im Ersten Weltkrieg und im Polnisch-Sowjetischen Krieg war das kein Leichtes. Als eine der ersten Frauen und gegen den entschiedenen Widerstand ihrer Familie begann Helena 1922 an der Medizinischen Universität Lemberg
Medizin zu studieren. 1928 war sie eine der drei ersten Frauen, die das Studium erfolgreich abschlossen. „Weg mit den Frauen!“ hatte sich der Lemberger Chirurg Ludwik Rydygier noch gewünscht. Ohne chirurgische Vorausbildung ging Helena als erste polnische Ärztin in die Urologie. Die Lemberger Klinik wurde von Stanisław Laskownicki (1892–1978) geleitet. Er war Polens erster Professor für dieses Fach. Am Konservatorium der Gesellschaft zur Beförderung der Musik in Galizien ging Helena ihrer zweiten Neigung nach, dem Gesang. Im Fach Mezzosopran machte sie den Abschluss mit Auszeichnung. Im Hörfunk sang sie für Patienten Lieder. Nach sechs Jahren in der Urologie wechselte sie in die Innere Medizin. Dort blieb sie bis zum deutschen Überfall auf Polen.

### Kasachstan (1940–1942)
Helena Kornella gehörte zu den Menschen, die während der sowjetischen Besetzung Ostpolens in vier großen Wellen nach Sibirien und Zentralasien deportiert wurden. Die Gesamtzahl der Opfer ist in der Forschung umstritten. Bis 1993 wurde in der polnischen Forschung geschätzt, dass 800.000 bis 1.200.000 Polen verschleppt worden seien; diese Zahlen wurden aber nie in sowjetischen Archiven überprüft. Den Akten des NKWD zufolge wurden insgesamt 330.000 Personen deportiert, vor allem Angehörige des polnischen Staatsapparates und der Intelligenz sowie Grundbesitzer. Kornella wurde im Zuge der zweiten Deportationswelle am 13. April 1940 zusammen mit ihrer Mutter, ihrer Schwägerin und deren drei Monate alter Tochter Halina Kornella verhaftet. Sie vermutete, dass sie deportiert wurde, weil sich ihre beiden Brüder als polnische Offiziere im Sonderlager Starobelsk in sowjetischer Kriegsgefangenschaft befanden. Im April 1940 wurden sie vom NKWD nach Pjatychatky (Charkiw) verbracht und mit 3.739 bis 3.896 polnischen Offizieren erschossen. Über den Transport, die Arbeitsbedingungen, den Hunger und die Krankheiten im kasachischen Gulag führte Helena in den Jahren 1940 bis 1942 ein Tagebuch, das im Londoner Polish Institute and Sikorski Museum verwahrt wird.

#### Sergiopol
Nach 17 Tagen Bahnfahrt in Viehwaggons erreichten sie den Sowchos Myn-Bulak in Ostkasachstan, nahe der Grenze zur Mongolei. Mit zwei Familien (10 Personen) lebte sie in einer 4 × 4 m großen Hütte. Aus Kot und Stroh hatte sie Dungziegel (Kisjaks) zu fertigen. Später musste sie auf den Feldern Unkraut jäten. Als ihr Lemberger Kollegen das medizinische Abschlusszeugnis geschickt hatten, wurde sie mit ihrer Familie nach Sergiopol geschickt und als Ärztin eingesetzt. Als die Wehrmacht im Juni 1941 den Russlandfeldzug begann, musste sie auf dem Sowchos wieder Feldarbeit leisten; aber der Deutsch-Sowjetische Krieg änderte das Schicksal der deportierten Polen grundlegend. Da die Sowjets jeden nur denkbaren Verbündeten brauchten, bewilligten sie die Freilassung der polnischen Gefangenen. Von Winston Churchill veranlasst, unterzeichneten General Władysław Sikorski und Iwan Michailowitsch Maiski am 30. Juli 1941 das Abkommen, alle arrestierten und deportierten Polen im Rahmen einer „Amnestie“ freizulassen. Wenig später wurden Vorbereitungen getroffen, aus den Freigelassenen eine Armee zu bilden. Geführt werden sollte sie von General Władysław Anders, der gerade aus der Lubjanka entlassen worden war. In den Auffanglagern versuchten die Freigelassenen, sich zu den Polnischen Streitkräften in der Sowjetunion zu melden. Erlöst wurden sie, als Josef Stalin überzeugt werden konnte, einen Teil dieser Truppen in den Iran zu evakuieren. Einige Zivilisten durften sie begleiten. Am 28. August 1941 von der Zwangsarbeit entlassen, machte Helena sich sofort auf nach Süden. In der Kleinstadt Stary-Guk bei Alma-Ata fand sie eine Anstellung als Landärztin. Zugleich bewarb sie sich bei der in Busuluk aufgestellten Anders-Armee um die Einstellung als „Voluntary Female Military Medical Aid Recruit“ (Pomocnicza Wojskowa Służba Kobiet, PWSK). Der Bewerbung wurde am 15. Dezember 1941 stattgegeben.

#### Dschambul
Mit zwei ausgebildeten Krankenschwestern wurde Helena nach Dschambul beordert. In dem militärischen Außenposten sammelten sich die freigelassenen Ostpolen. Sie wollten sich der Anders-Armee anschließen. Schlecht ernährt und ausgehungert, verlaust und verlumpt, erlagen viele einer Typhusepidemie, so auch Helenas Mutter und Schwägerin. Sie selbst, die zweijährige Nichte und die beiden Krankenschwestern überlebten. Im August 1942 kamen die Polen in Lastwagen- und Buskonvois in den Iran. Von den deportierten Polen lebte nur noch die Hälfte.

### Iran (1942–1945)
Evakuiert wurden insgesamt 115.000 Menschen, davon 37.000 Zivilisten und 18.000 Kinder. Das waren ganze 7 % der 1940 deportierten Polen. Der Transport erfolgte per Schiff von Krasnovodsk nach Pahlavi (Bandar Anzali). Von den ausgezehrten Ankömmlingen litten 40 % an Typhus; die meisten starben in den beiden ersten Monaten, viele auch an zu reichlicher Nahrungsaufnahme. Im Pahlavi-Lager waren 25 Krankenschwestern und 10 Ärzte, darunter Helena Kornella. Über Land ging es von Aşgabat nach Maschhad. Als Hauptmann wurde sie nach einigen Tagen an ein Militärkrankenhaus in Teheran entsandt und dort demobilisiert. In den drei Teheraner Jahren adoptierte sie ihre verwaiste Nichte Halina Maria Kornella. Arbeit fand sie in einer Ambulanz des Polnischen Roten Kreuzes. Die Stadt hatte fünf Durchgangslager (vier militärische und ein ziviles), ein polnisches Krankenhaus, ein Altenheim, ein Erholungsheim für kranke Kinder und ein Waisenhaus, das wie ihr Gymnasium in Lemberg von den Nazareth-Schwestern geführt wurde. Schon 1944 verließen viele Flüchtlinge den Iran, die meisten über Ahvaz im Persischen Korridor. Als Displaced Persons gelangten sie in Tanganjika, Mexiko, Indien, Neuseeland und Großbritannien, im Gebiet des Völkerbundsmandats für Palästina und im Libanon in andere Lager. In einem der letzten Militärtransporte verließ Helena mit der 5-jährigen Halina über Isfahan den Iran.

### Beirut (1945–1950)
Die Polen kamen zunächst in ein Lager am Saint-Simon-Strand. Nach kurzer Zeit wurden sie bei libanesischen Christen in der Umgebung Beiruts untergebracht. Über 5.000 polnische Flüchtlinge fanden im Libanon sichere Zuflucht. Obwohl ihre Zahl nicht höher lag als die anderer Nationalitäten, wurden die Polen zwischen 1943 und 1950 zu einer politisch und sozial beachtlichen Größe. Nach einer Pressemitteilung des Generalkonsuls Zygmunt Zawadowski vom September 1946 waren damals 4.400 polnische Flüchtlinge im Land, 2.300 Frauen, 700 Männer und 1.400 Kinder. Von der polnischen Sozialhilfe erhielt jeder 12 Pfund Sterling Zuschuss, besonders für die Mieten. Helena Kornella lebte bei einer arabischen Familie in Beirut. Sie arbeitete in einer Ambulanz der polnischen Sozialhilfe im Libanon und engagierte sich in Beiruts Polnischem Roten Kreuz. Ab November 1946 kamen die polnischen Flüchtlinge in die Obhut des britischen Generalkonsulats, in dem ein Büro für den polnischen Berater eingerichtet war. Die United Nations Relief and Rehabilitation Administration und dann die Internationale Flüchtlingsorganisation leisteten finanzielle Unterstützung. Dass so viele (junge) Polen länger als nötig im Libanon blieben, war vor allem den besseren Ausbildungsmöglichkeiten geschuldet, nämlich der Université Saint-Joseph und der Amerikanischen Universität Beirut. Insgesamt studierten damals etwa 400 Polen in Beirut. Der Hälfte gelang ein Abschluss. In Beirut konnte Helena erstmals wieder Liederabende geben, die meisten für polnisches Publikum.

### England (1950–1992)

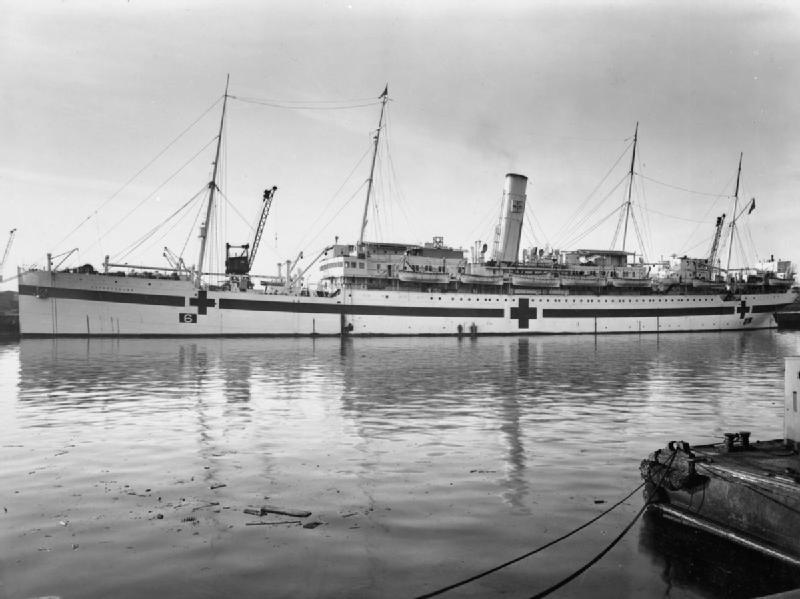
HMHS Oxfordshire, erbaut 1912 bei Harland & Wolff in Belfast, als Hospitalschiff des Zweiten Weltkrieges

Die SS Oxfordshire der Bibby Line brachte sie mit ihrer Adoptivtochter Halina im August 1950 von Beirut nach Kingston upon Hull. Nach einigen Monaten im dortigen Durchgangslager erhielt sie einen befristeten Arbeitsvertrag im polnischen Militärkrankenhaus in Penley, Wrexham County Borough, Nordwales. Zwar wurde ihre polnische Approbation vom General Medical Council (GMC) anerkannt. Aber zum einen gab es weder im neuen National Health Service noch im Royal Army Medical Corps urologische Perspektiven; zum anderen standen ihre begrenzten Englischkenntnisse einer höheren Verwendung entgegen. Deutsch und Französisch konnte sie sprechen und schreiben. Halina brachte sie in Pitsford, einem polnischen Internat bei Northampton, unter. Um in ihrer Nähe zu bleiben, nahm sie den erstbesten Job in einem Tuberkulose-Sanatorium an. Als es geschlossen wurde, ging sie in die Geriatrie vom Birmingham General Hospital. Dort trat sie 1968 mit 71 Jahren in den Ruhestand. Um in Halinas Nähe zu sein, zog sie nach London. Indem sie die Kinder betreute, ermöglichte sie ihrer Tochter die Fortführung der Arztpraxis. 1990 erlitt sie eine Schenkelhalsfraktur, von der sie sich in ihrem hohen Alter nicht recht erholte. Sie starb mit 94 Jahren im Schlaf und wurde kremiert. Die Urne kam ins Kolumbarium der polnischen Kirche in Ealing. Die meisten ihrer zahlreichen Orden und Ehrenzeichen hatte Helena Kornella von der Polnischen Exilregierung erhalten.

## Halina

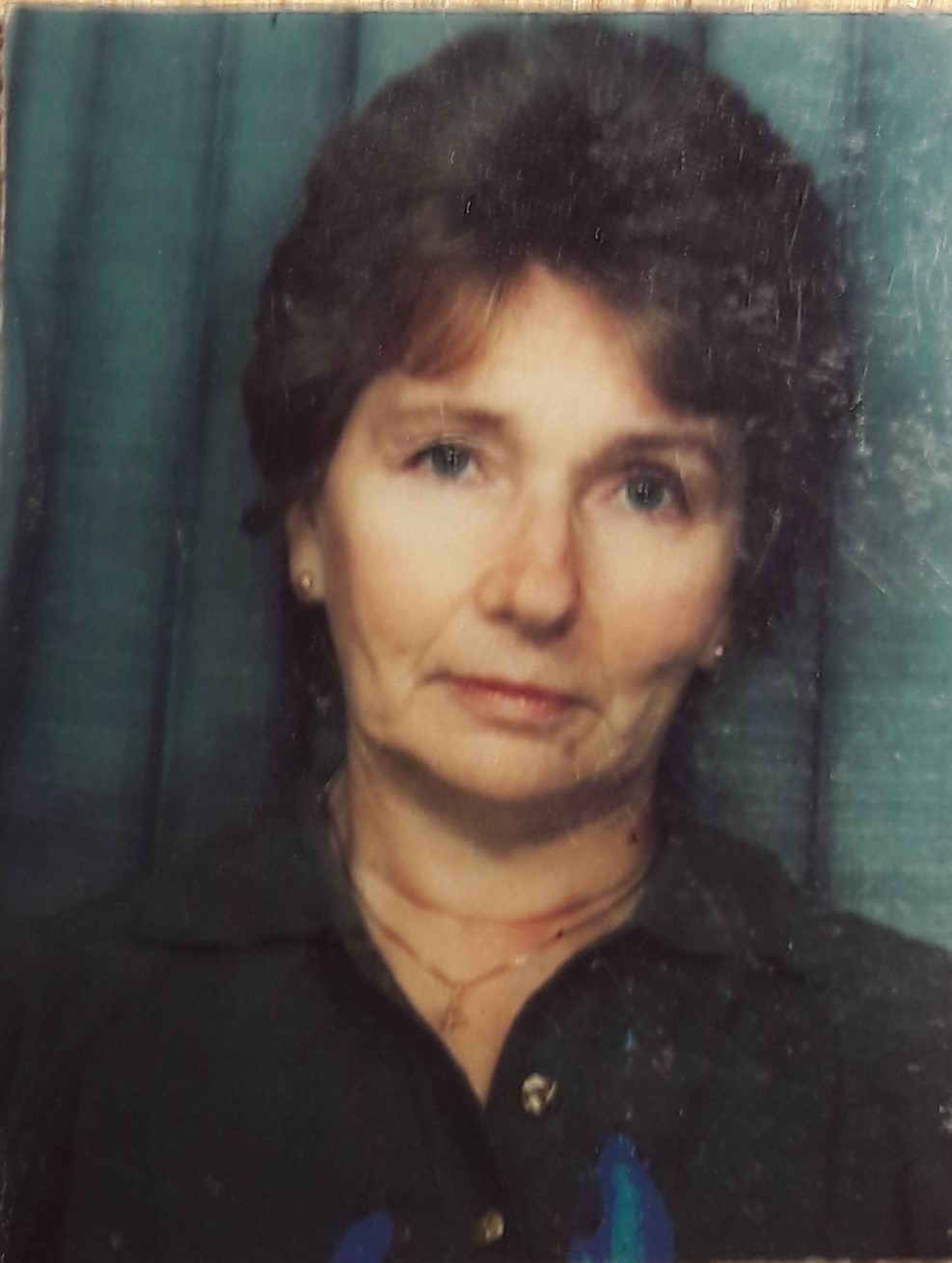
Halina Twardzicki

Helena blieb unverheiratet und kinderlos. In Teheran adoptierte sie Halina Maria, die kleine Tochter ihres jüngeren Bruders Marian Kornella. Sie war am 1. Januar 1940 in Lemberg zur Welt gekommen. Anders als die Mutter und die Großmutter überlebte sie die Deportation nach Kasachstan. Sie kam mit Helena über Teheran und den Libanon nach England. 1958 machte sie in Pitsford das britische Abitur. In Beirut und in Pitsford stand sie in der Obhut von Stanisław Kościałkowski und seiner Frau. Halina studierte an der University of Birmingham Medizin und graduierte 1963 als MB ChB. Nach dem Pflichtjahr als House Officer arbeitete sie in einer GP-Praxis in Rugby (Warwickshire). Dort heiratete sie den Elektroingenieur Andrzej Twardzicki. Der Ehe entstammen die Töchter Anna, Ewa und Maja. Die beiden Enkel sind Adam und Verity. 1968 zog die Familie nach London. Auch dort arbeitete Halina in einer Arztpraxis, die sie alsbald übernahm. Später spezialisierte sie sich auf Entwicklungs- und Sozialpädiatrie. Sie lebte in London.

## Werke
- mit Stefan Ignacy Malczyński: O nieswoistych zapaleniach pęcherza moczowego z uwzględnieniem ich leczenia [Über die unspezifische Entzündung der Harnblase und ihre Behandlung]. Physicians Practice, Lwów 1935.

## Ehrungen (Auswahl)
- Medal Wojska za Wojne 1939–45
- Defence Medal (Vereinigtes Königreich)